# Larry Bright
Julian Ferebree „Larry“ Bright (* 17. August 1934 in Norfolk, Virginia; † 17. Dezember 2003 in Placer, Kalifornien) war ein amerikanischer Rock-’n’-Roll-Musiker.
Julian bekam den Spitznamen „Little Larry“ von seinem Stiefvater, mit dem er während der Kindheit unstet durch die Südstaaten zog. In Corpus Christi, Texas lernte Bright das Gitarrenspiel und er verinnerlichte dabei den Blues-Stil des südlichen Texas. Für seinen Militärdienst in der Navy zog er nach Kalifornien, wo er sich schnell einen Namen als energiegeladener Gitarrist mit skurrilen Bühnenauftritten machte. Im Club „Sea Witch“ entdeckte ihn der Talentscout und Produzent Joe Saraceno, der ihn ins Studio einlud. Von Muddy Waters’ Titel Got My Mojo Working inspiriert, nahm er einen eigenen Mojo-Song auf: Mojo Workout, welches vom örtlichen, schwarzen Independent-Label Tide Records veröffentlicht wurde. Der einflussreiche Rhythm-and-Blues-DJ Jim Randolph dachte, Bright sei ein schwarzer Künstler und promotete die Single durch massives Airplay. Daraus resultierte ein 90. Platz in den amerikanischen Billboard-Charts.
Da ihm Tide Tantiemen vorenthielt, unterschrieb er bei Rendezvous Records einen Vertrag, da er Geld für ein neues Outfit benötigte, um bei Dick Clarks American Bandstand auftreten zu können. Für Rendezvous nahm er einige Songs auf, darunter unter Mitwirkung von Dorsey Burnette eine Adaption von dessen Song Bertha Lou, den Dorsey zu Twinkie Lee umschrieb. Tide Records verklagte jedoch Rendezvous auf Herausgabe der Masterbänder, weshalb die zweite Fassung der Single unter dem Pseudonym „Pete Roberts“ erschien. Zurück bei Tide nahm er weitere Songs auf, bis die Firma seinen Vertrag 1963 an Del-Fi Records weitergab. Dort war Bob Keane gerade mit Surf Rock groß im Geschäft, mit der Brights harter und ungehobelter Rockabilly-Stil äußerst kompatibel war.
Zudem konnte er als Blues-Gitarrist – oft in ansonsten schwarzen Bands – unter anderem mit Chuck Berry, Lou Rawls und Roy Clark zusammenarbeiten. Zudem verband ihn eine enge Freundschaft mit Elvis Presley, der ihn nur aufgrund dessen Alkoholproblem nicht als Gitarrist buchte. 1995 gab Del-Fi sein Werk als Kompilation unter dem Titel Shake That Thing! heraus. Bright starb 2003 in seiner Wahlheimat Kalifornien.

## Diskografie
- 1959 – Mojo Workout (Dance) / I’ll Change My Ways, Tide 006 (in Kanada auf Star Bright 6005)
- 1960 – Natural Born Lover / Should I, Tide 008
- 1960 – Twinkie-Lee / Hold Me, Rendezvous 124 (Zweite Pressung als „Pete Roberts“, wiederveröffentlicht auf Highland 1052)
- 1960 – Love Me / Please Give Me Your Love, Tide 009
- 1960 – (I’m a) Mojo Man / When I’m with You, Tide 012
- 1960 – One Ugly Kid / Please Give Your Love, Tide 017
- 1961 – Way Down Home / Bloodhound, Tide 021
- 1961 – It Ain’t Right / Please Give Your Love, Tide 1083 (wiederveröffentlicht 1962 auf Edit 2001)
- 1962 – Do the Juba / Ballair, Diplomacy 711
- 1963 – Surfin’ Queen / My Hands Are Tied, Del-Fi 4204
- 1963 – Do the Thing / Bacon Fat, Del-Fi 4209
- 1963 – When I Did the Mashed Potatoes with You / Shake That Thing, Del-Fi 4214
- 1964 – Got My Mojo Working / I’m a Man, Del-Fi 4234
- 1964 – Maybelline / Shake That Thing, Del-Fi 4241
- 1966 – Money (That’s What I Want) / Parchman Farm, Dot 16923
- 1967 – La Bamba / She Belongs to Me, Bright 014
- 1971 – I Saw Her Standing There / Bye Bye Texas, Original Sound 103
- 1971 – The Big Break / Not Yet Cut, Original Sound 104
- 1976 – Don’t Take Me Off Relief / What’s Good a Love Song, Jo Jo 100/101 (Zweitausgabe mit Jesus Ain’t Particular als B-Seite)